# Steve Stevens

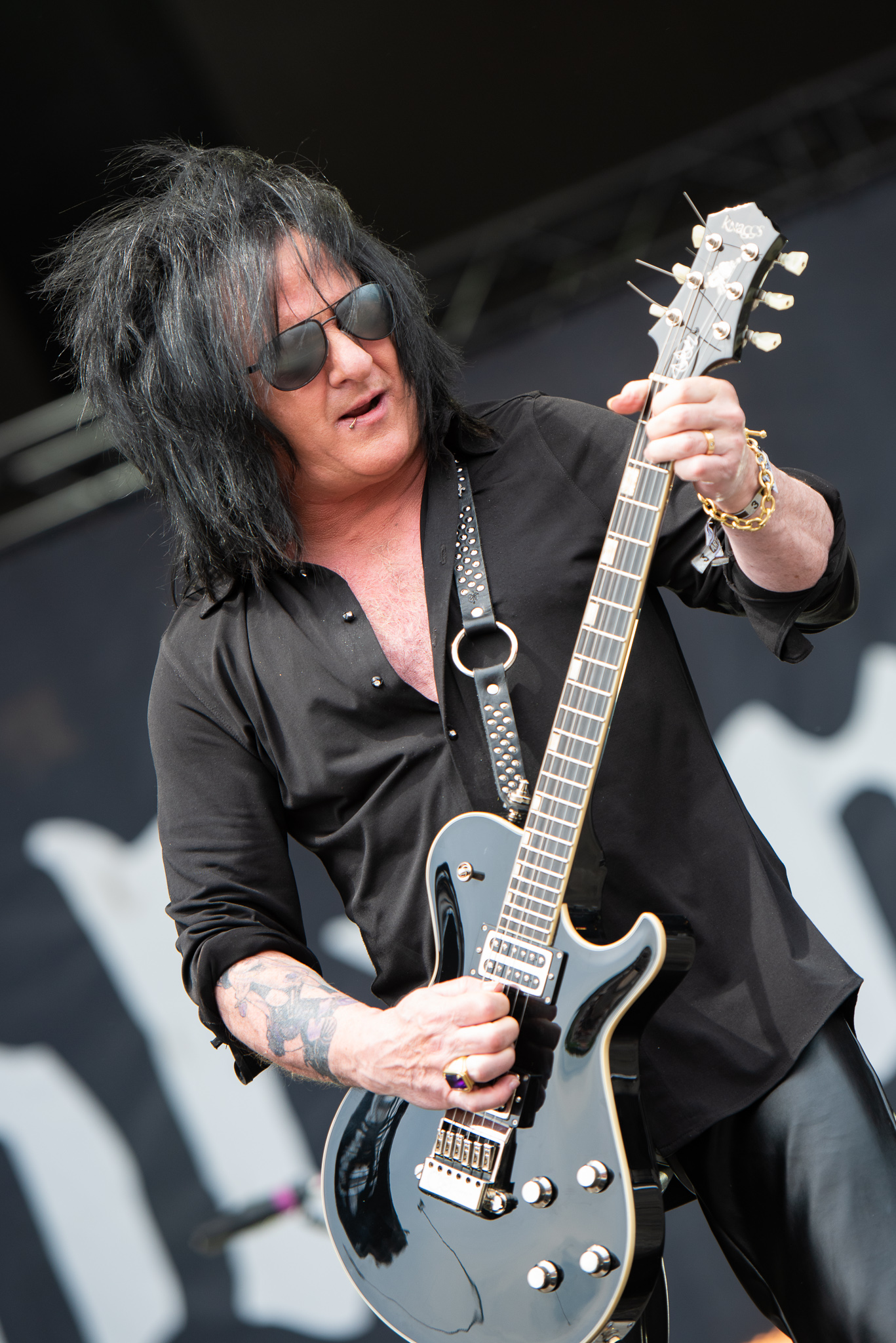
Steve Stevens bei einem Konzert, 2019

Steve Stevens (* 5. Mai 1959 in Brooklyn, New York City als Steven Bruce Schneider) ist ein US-amerikanischer Musiker. Bekannt wurde er vor allem als Gitarrist für Billy Idol, spielte aber auch mit Michael Jackson und Robert Palmer. Stevens wurde für seine Mitarbeit zum Soundtrack des Films Top Gun (1986) mit einem Grammy ausgezeichnet, das Soundtrack-Album erhielt einen Oscar.

## Stil

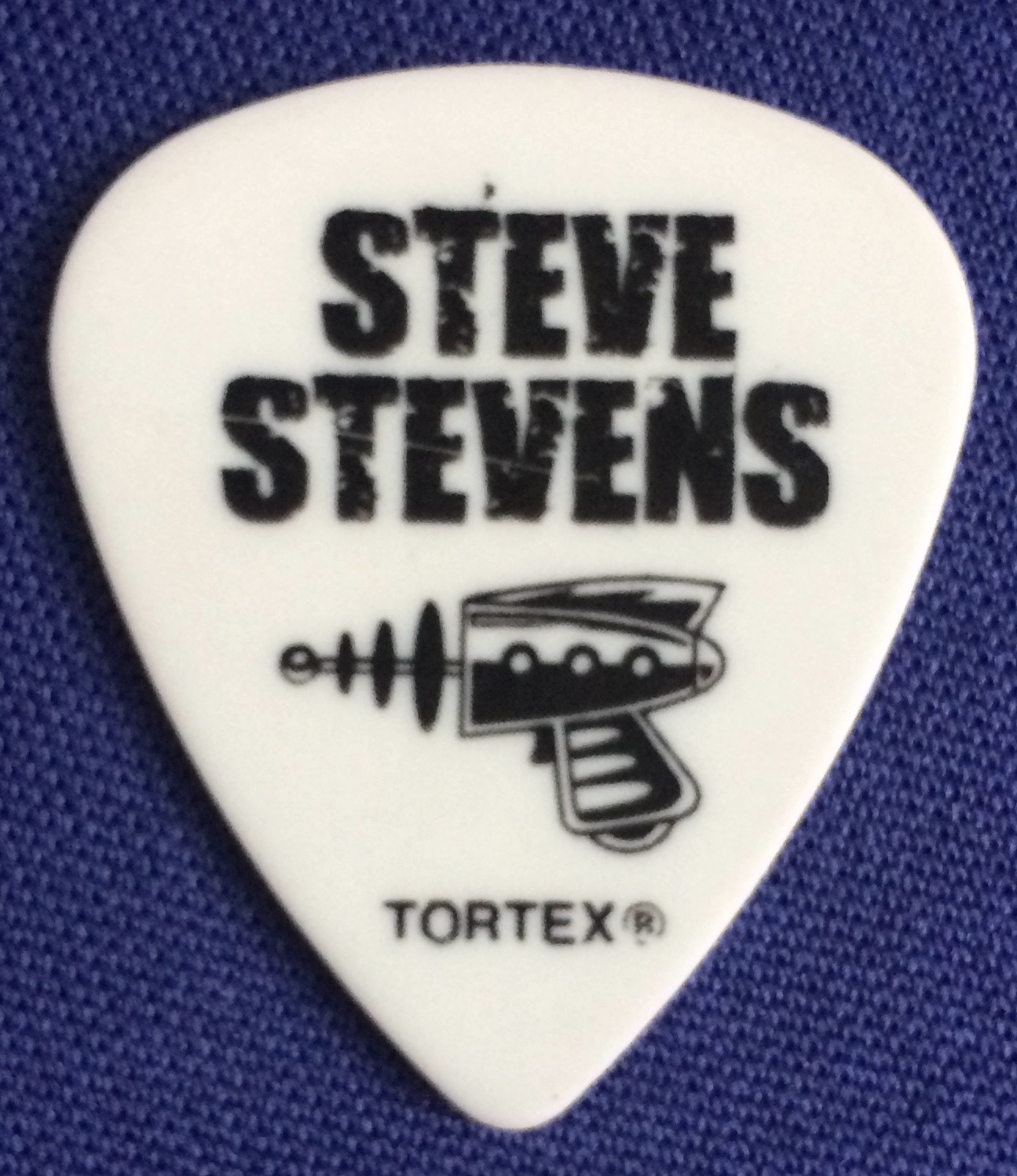
Plektrum, das Steve Stevens während der Konzerte 2015 benutzte

Steve Stevens verbindet Elemente des Rock, des Jazz und des Flamenco. Eines seiner Markenzeichen ist die Verwendung spezieller Effekte, besonders der Ray-Gun-Effekt, der u. a. mit einem modifizierten Plastikspielzeug und oft auch per Rack-Setup mit einem Lexicon PCM 41 Digital Delay kreiert wird – zu hören z. B. auch in Rebel Yell mit Billy Idol; zu den zahlreichen von ihm verwendeten Effektgeräten gehören auch Eventide Harmonizer (u. a. H7600). Steve Stevens unterscheidet von klassischen Flamencogitarristen, dass er nicht mit den Fingern zupft, sondern fast immer ein Plektrum benutzt. Er bedient sich auch diverser Hybridtechniken, wie z. B. bei den Intros von Rebel Yell und White Wedding.
Am 21. März 2024 veröffentlichte der britische Musiker Billy Morrison (ebenfalls bekannt als Musiker und Texter für Billy Idol) das Video zum Song „Crack Cocaine“, den er zusammen mit Steve Stevens geschrieben hatte und in dem Ozzy Osbourne den Gesangspart übernahm.

## Alben
Solo:
- The Guitar World According To Steve Stevens (1986), Kassette vom Musikmagazine Guitar World
- Atomic Playboys (1989)
- Akai Guitar Sample Collection (1994)
- Flamenco a Go-Go (1999)
- Memory Crash (2008)

mit Billy Idol:
- Billy Idol (1982)
- Rebel Yell (1983)
- Whiplash Smile (1986)
- Vital Idol (1987)
- 11 of the Best (1988)
- Storytellers (2001)
- Behind the Music (2002)
- Devil’s Playground (2005)
- Kings & Queens of the Underground (2014)
- Dream Into It (2025)

mit Vince Neil:
- Exposed (1993)

Bozzio Levin Stevens:
- Black Light Syndrome (1997)
- Situation Dangerous (2000)

Steve Stevens arbeitete u. a. auch mit an:
- Ric Ocasek – This Side of Paradise (1986)
- Thompson Twins – Here's to future Days (1987)
- Michael Jackson – Dirty Diana (1987)
- The System – Don't disturb this Groove (1987)
- Joni Mitchell – Chalk mark in a Rain Storm (1988)
- Steve Lukather – Lukather (1989)
- Adam Bomb – New York Times (aufgenommen 1989/90, released 2001)
- Robert Palmer – Don't explain (1990)
- McQueen Street – McQueen Street (1991)
- Jerusalem Slim – Jerusalem Slim (1992)
- Angelica – Angelica (1997)
- Vas – Offerings (1998)
- Nicky Gebhard & Gee Fresh – No cry, just music (1998)
- Kyosuke Himuro – Beat Haze Odyssey (1998)
- The Outpatience – Anxious Disease (1999)
- Gregg Bissonette – Submarine (2000)
- Andy – And my Heart (2000)
- Chris Squire & Billy Sherwood – Conspiracy (2000)
- Juno Reactor – Shango (2000)
- Simon Shaheen – Blue Flame (2001)
- New Morty Show – Mortyfied!(2001)
- Faudel – Damra (2001)
- Jizzy Pearl – Just a Boy (2004)
- Derek Sherinian – Mythology (2004)
- Queen V – Queen V (2005)

Mit verschiedenen Künstlern:
- Guitar's practising musicians volume 2: Funkcaution (1991)
- Crossfire – a tribute to Stevie Ray: Cold Shot (1996)
- Twang / A tribute to Hank and The Shadows: The Savage (1996)
- Sounds of wood and steel vol. 1: Sadhana (1998)
- Merry Axemas vol. 2 / more guitars for Christmas: Do You Hear What I Hear (1998)
- The Christmas that almost wasn't: Evilard (The Song) + Evilard Reprise (2001)
- Stone Cold Queen / a tribute to queen: Stone Cold Crazy (2001)
- World Cup Broadcast / fuji television soccer legends (Japan) (2006)
- Ozzy Osburne, Billy Morrison - Crack Cocaine

Auf DVD erhältlich:
- Billy Idol: VH1-Storytellers
- Billy Idol: Super Overdrive live
- Billy Idol: State Line - Live at Hoover Dam

## Singles
- Harold Faltermeyer & Steve Stevens – Top Gun Anthem (1986)
- Michael Jackson – Dirty Diana (1987)
- Steve Stevens Atomic Playboys – Atomic Playboys (1989)
- Billy Idol – Speed (1994)
- Juno Reactor – Pistolero (2001)
- Juno Reactor – Hotaka (2002)
- Billy Idol – Scream (2005)
- Billy Idol – Can’t Break Me Down (2014)
- Billy Idol – Save Me Now (2015)
- Billy Idol – Bitter Taste (2021)
- Billy Idol - Still Dancing (2025)
- Billy Idol feat. Avril Lavigne - 77 (2025)